# 云岩寺塔
31°20′17″N 120°34′35″E / 31.33806°N 120.57639°E
云岩寺塔，也叫虎丘塔，位于苏州西北部的虎丘山顶，是五代重要的建筑。由於塔身傾斜3.5度，又被稱之為「中國的比薩斜塔」。

## 沿革
虎丘云岩寺原在山下，原来是晋代司徒王珣、司空王珉兄弟的别墅。东晋咸和二年（327年）二人捐宅为寺，后毁于唐朝会昌五年（845年）的会昌灭法。复建时移至山上。
云岩寺在隋仁寿元年（601年）曾建有一塔，现存的云岩寺塔建于五代时后周显德六年（959年），即吴越国钱弘俶十三年，落成于961年。
1957年维修时，在塔的一、二层之间发现一个石函，内藏经箱，于建隆二年（961年）入藏。

## 形制
塔身七层八面，结构复杂，装饰彩绘华美。

## 图片

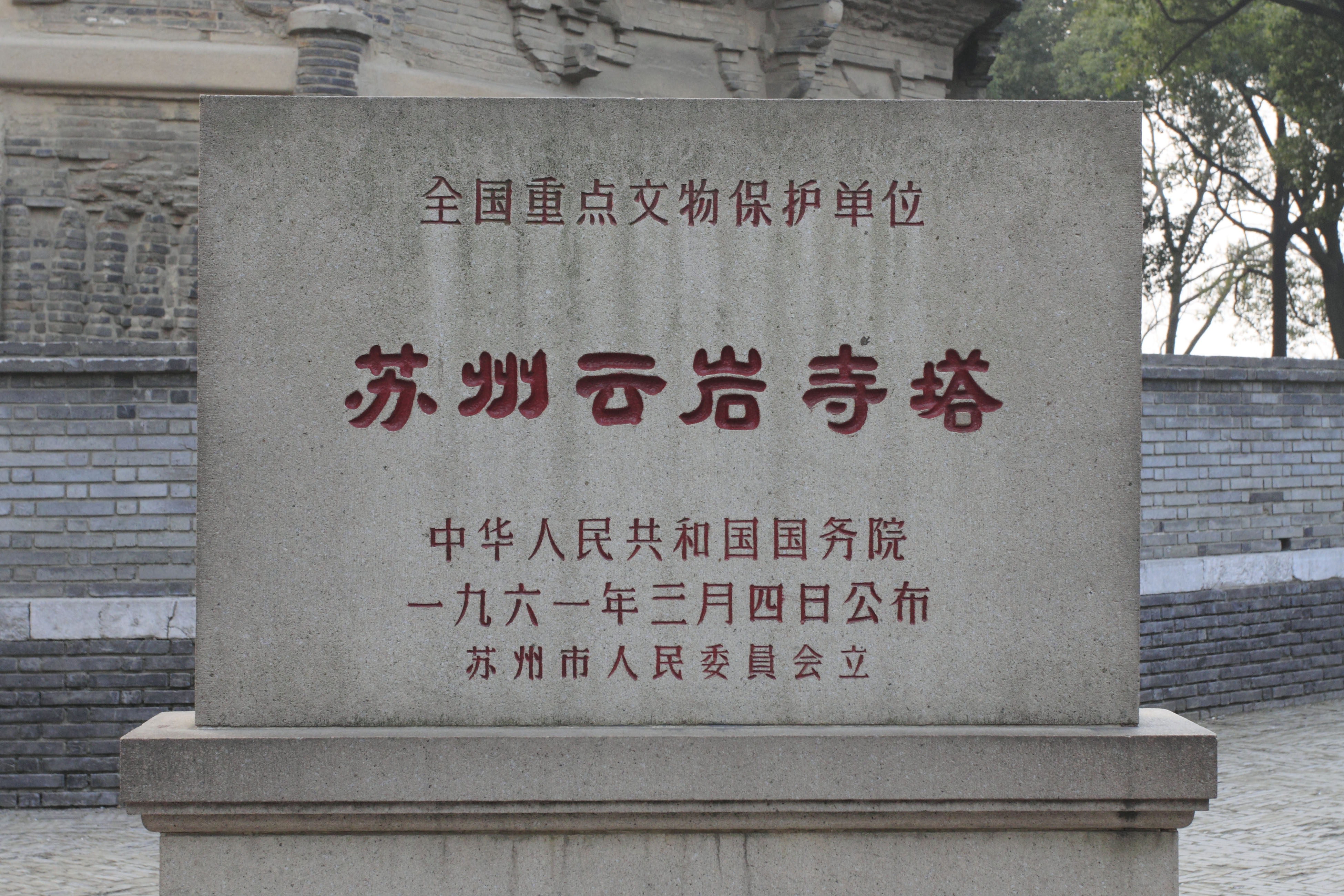
文物保护单位石碑
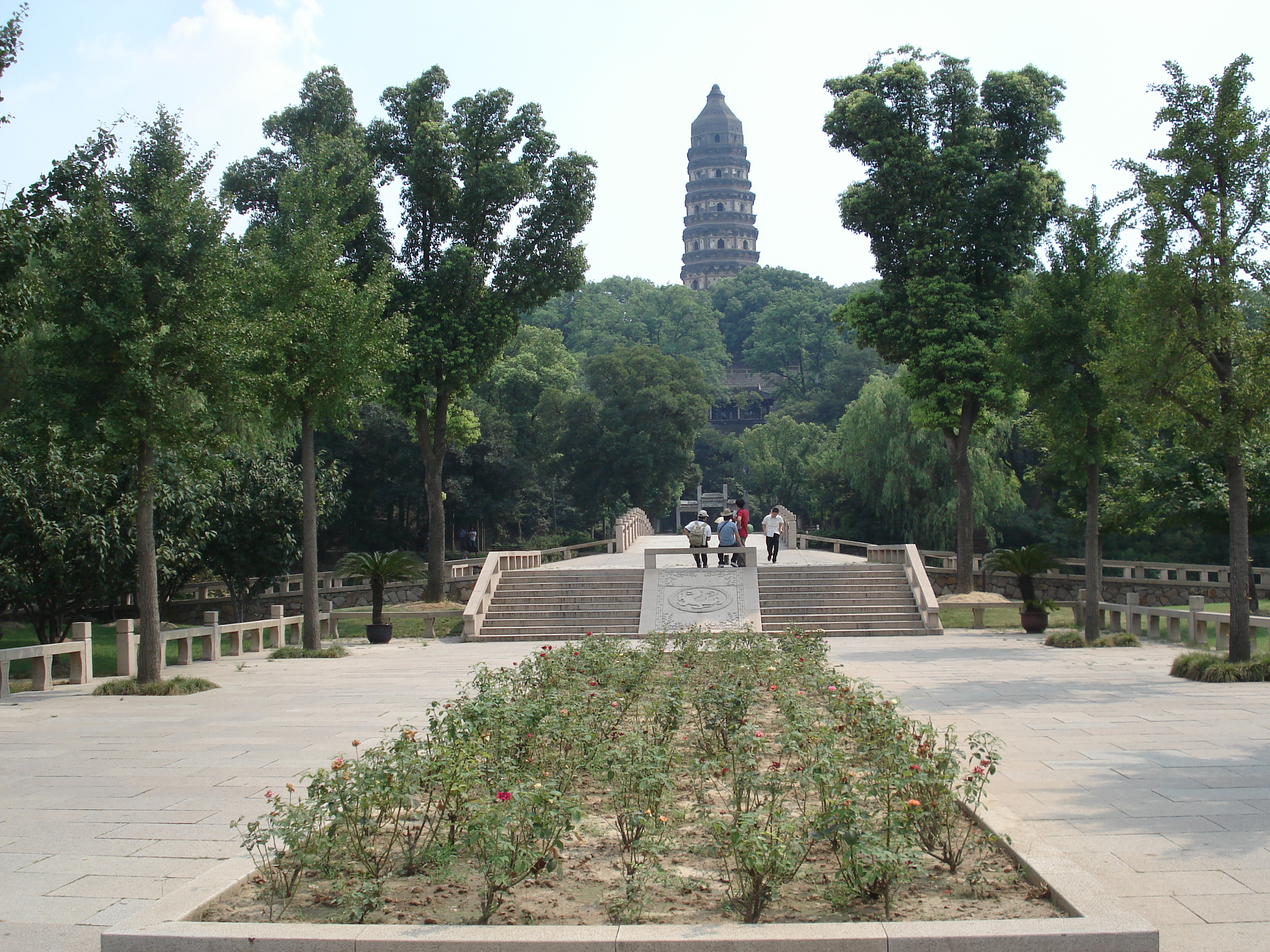
云岩寺塔与赏枫
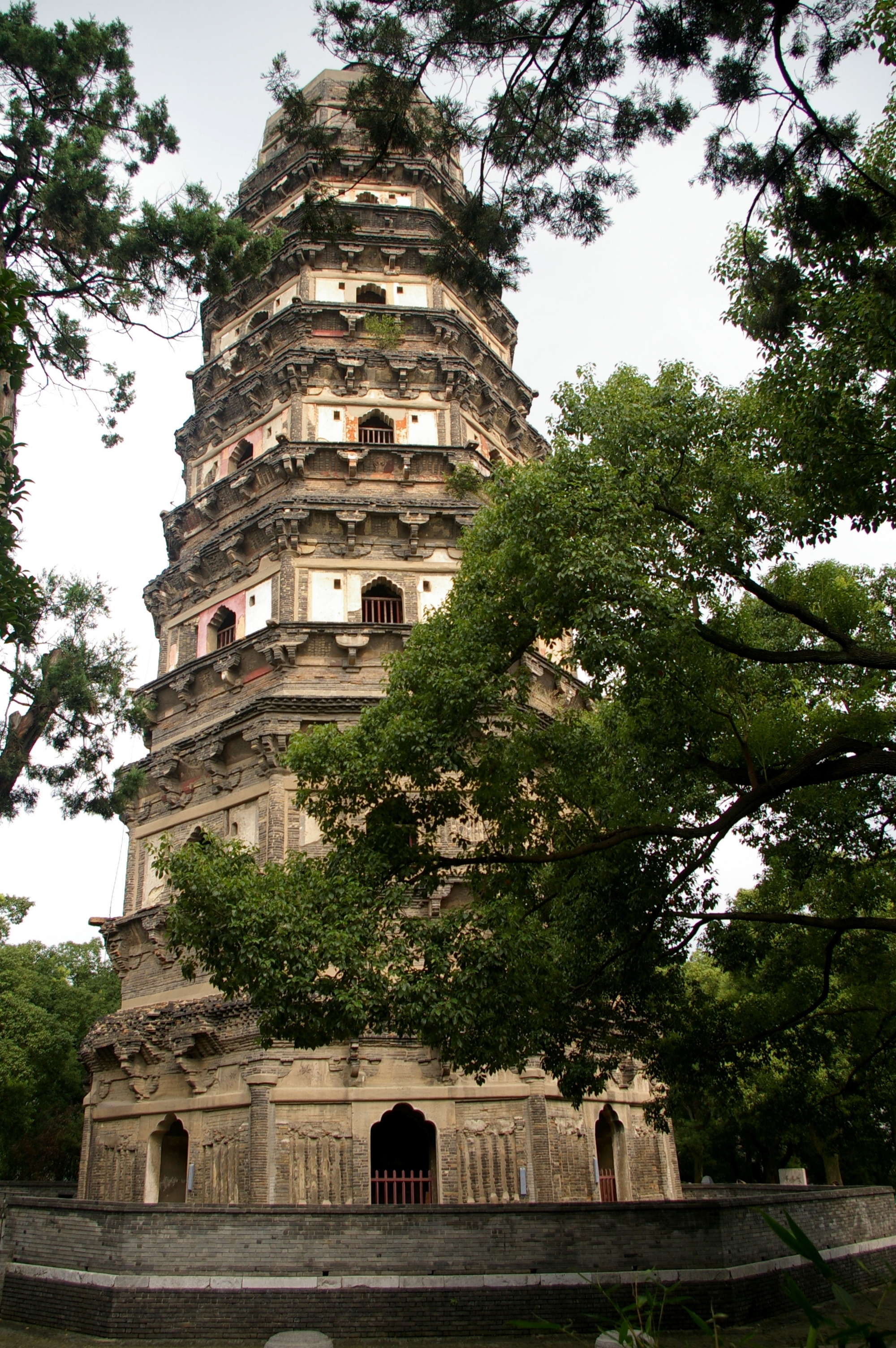
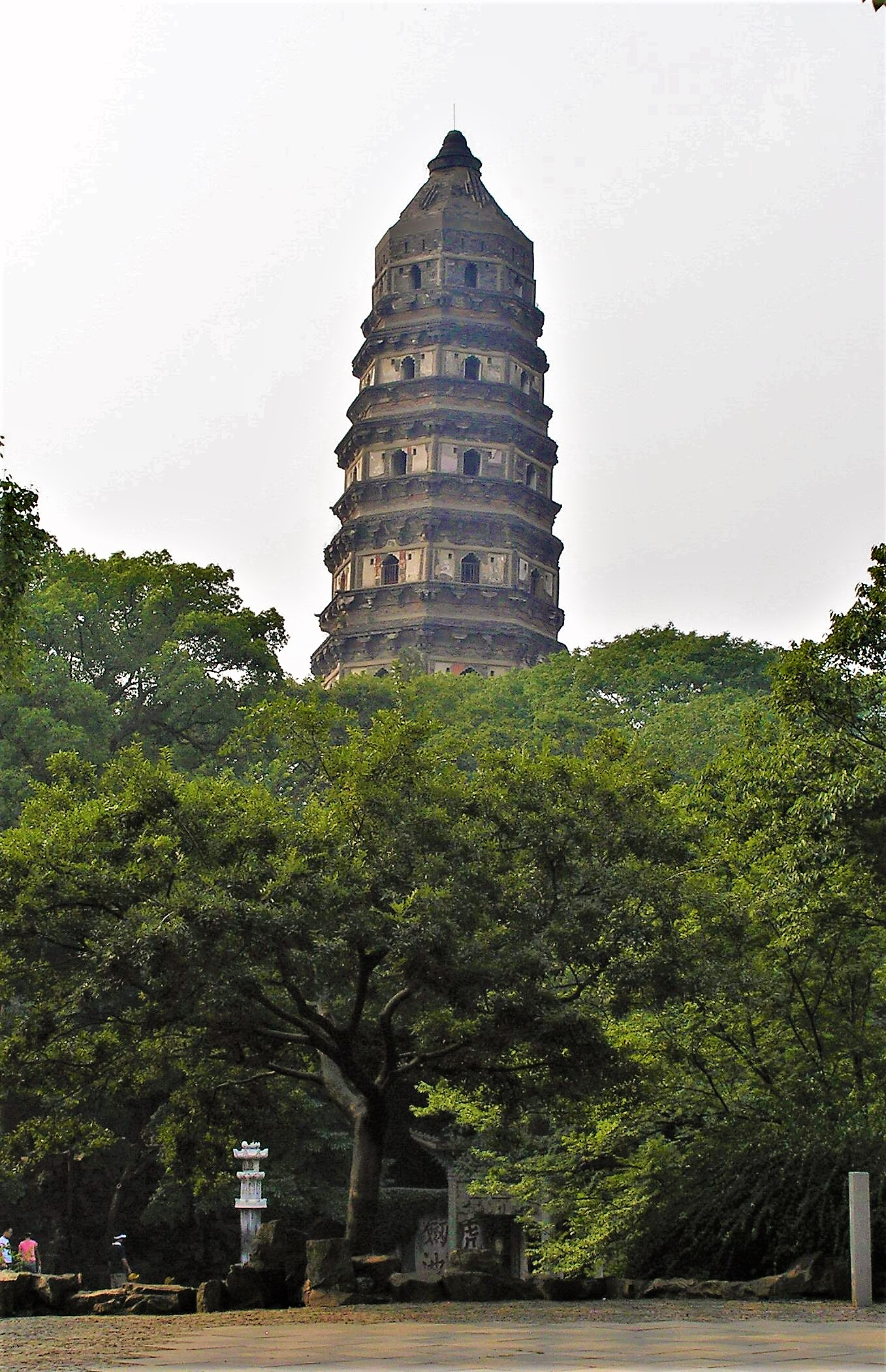
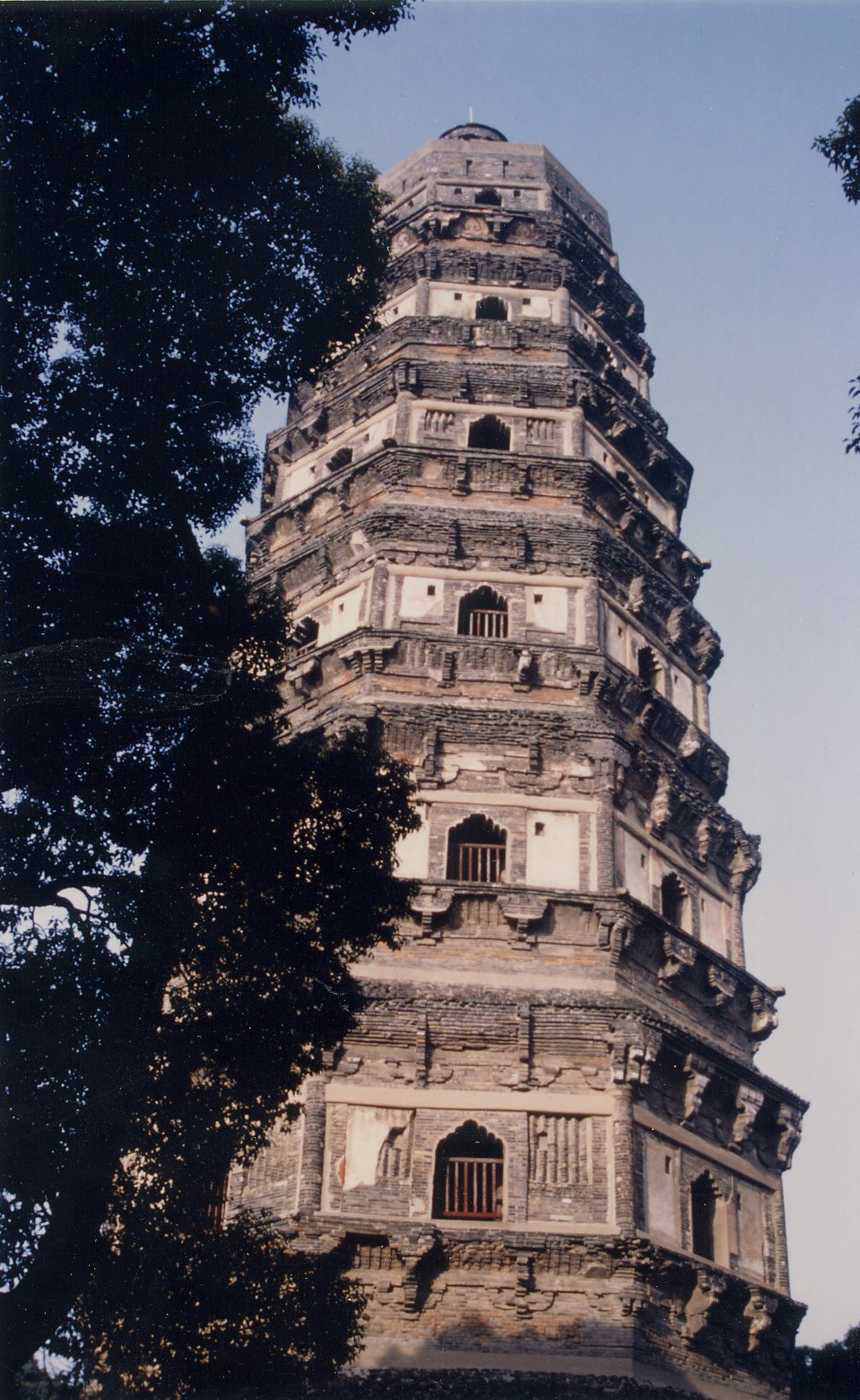
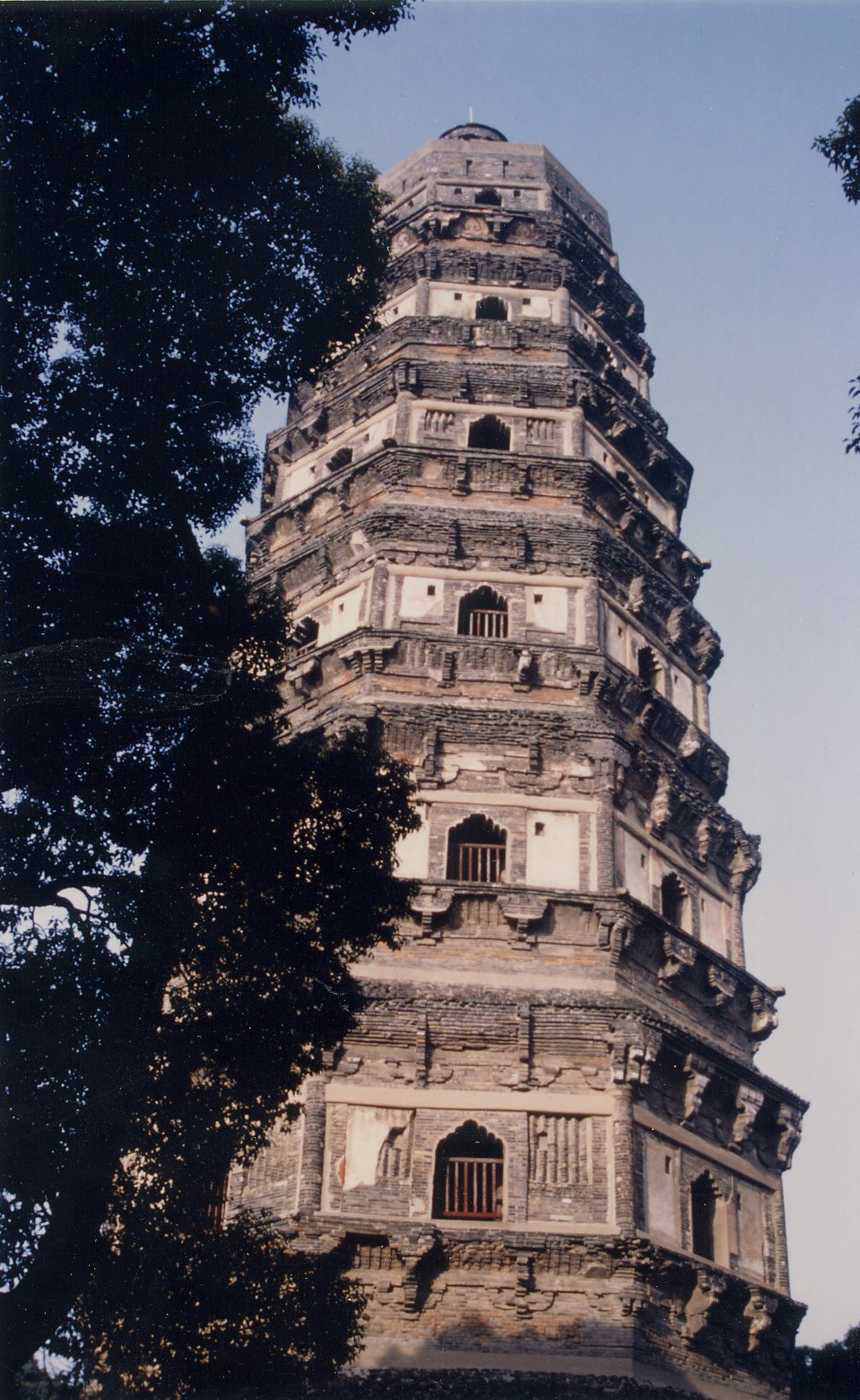
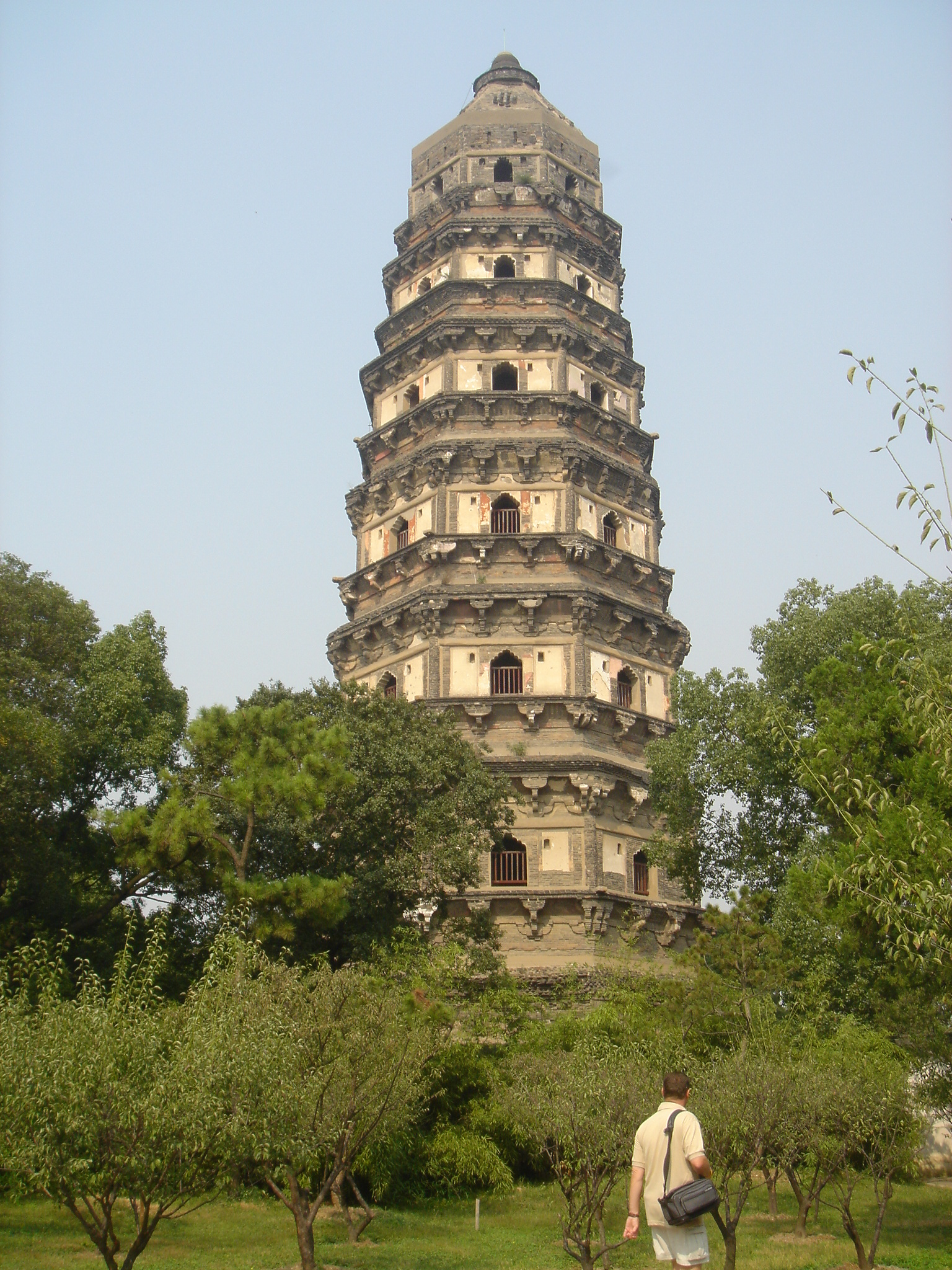
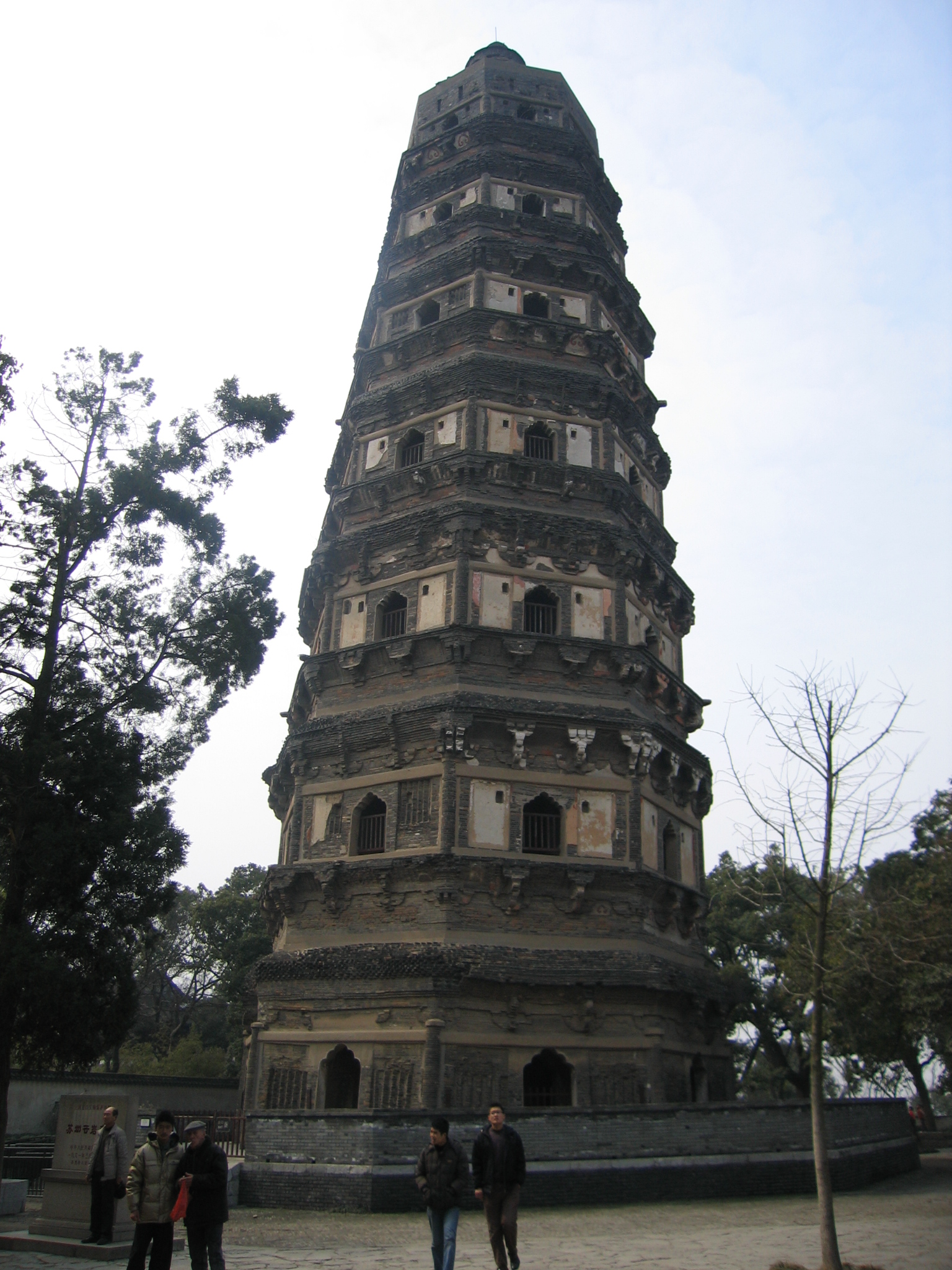
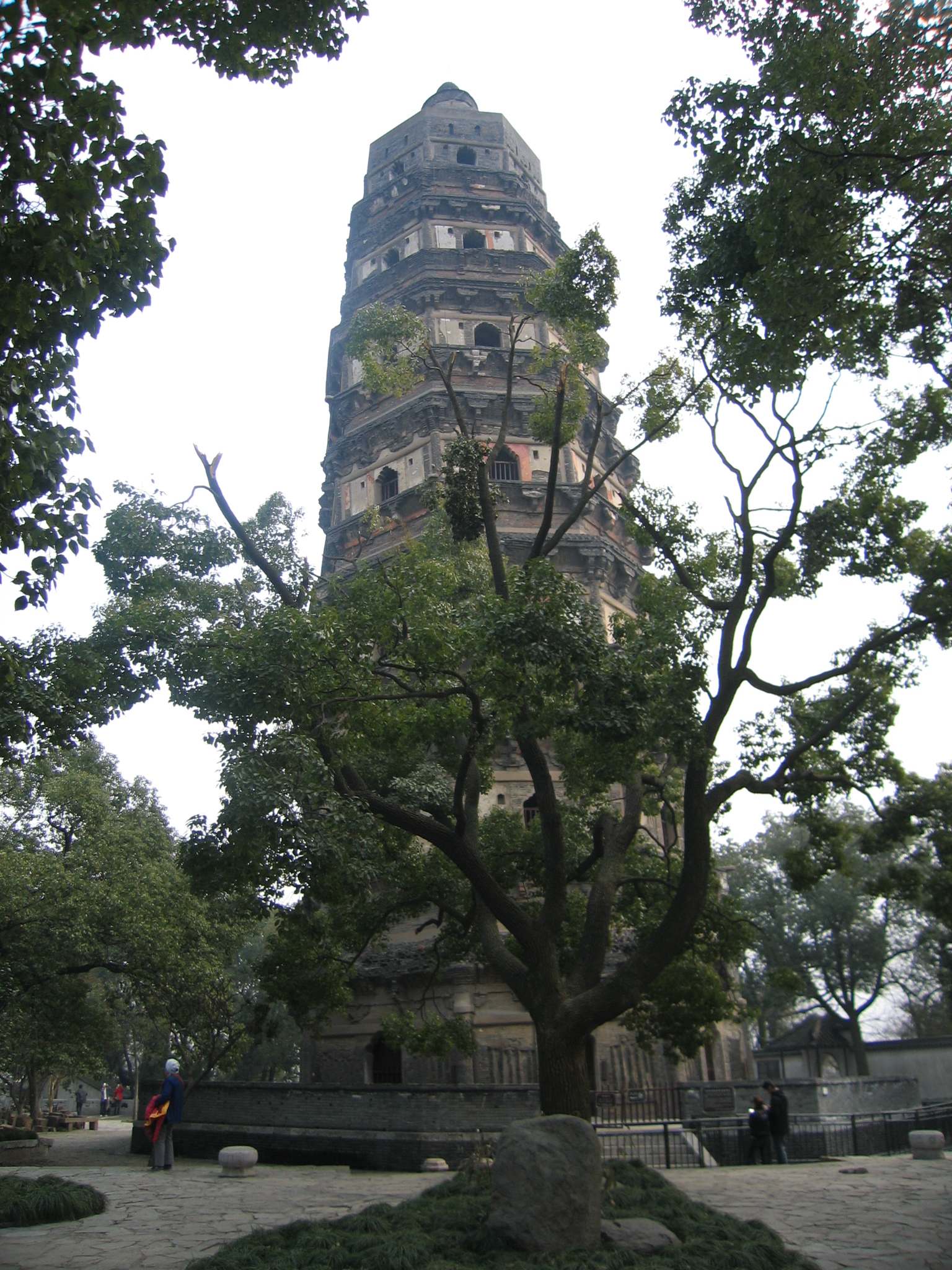